# Brussels Airlines

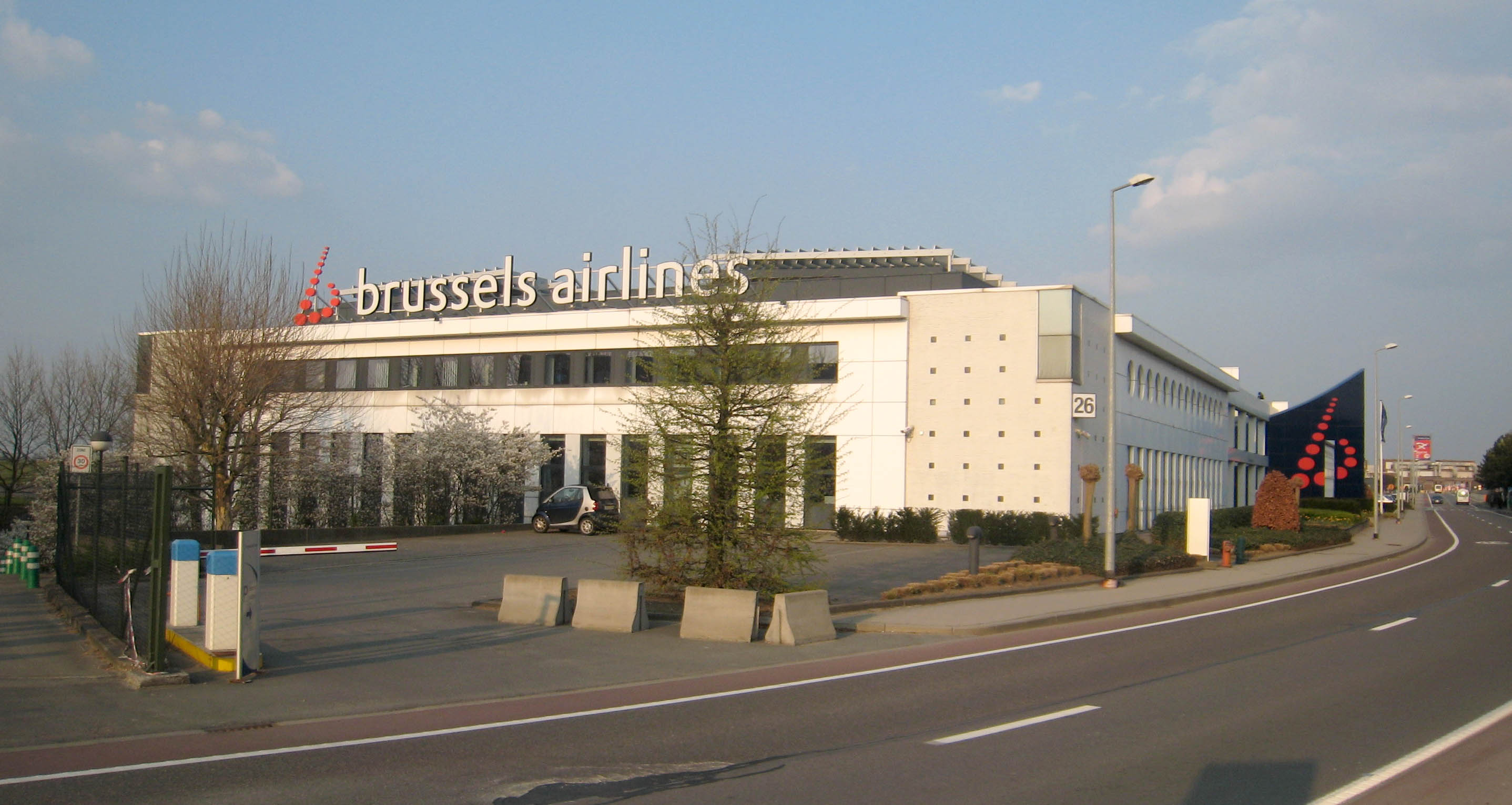
Штаб-квартира авіакомпанії Brussels Airlines

Brussels Airlines — найбільша авіакомпанія і національний авіаперевізник Бельгії. Є дочірнім підприємством компанії Lufthansa, якій належать 45 % акцій холдингу SN Airholding, що володіє Brussels Airlines. Працює на 62 напрямках у 20 європейських країнах, також виконує польоти в Східну, Центральну і Західну Африку. Компанія є членом IATA та Асоціації Європейських Авіаліній (AEA).
Штаб-квартира компанії розташована в b.house Міжнародного аеропорту Брюсселя в Завентемі, Бельгія.

## Історія
Brussels Airlines була створена в результаті злиття SN Brussels Airlines (SNBA) і Virgin Express. 12 квітня 2005 року SN Airholding, що керує компанією SNBA, підписала угоду з Річардом Бренсоном, про передачу контролю над Virgin Express. 31 березня 2006 року SNBA і Virgin Express оголосили про майбутнє злиття в одну компанію. 7 листопада 2006 року на прес-конференції в Брюссельському аеропорту було оголошено нове назві компанії — Brussels Airlines. Brussels Airlines розпочала діяльність з 25 березня 2007 року.
У січні 2007 року компанія анонсувала придбання свого четвертого авіалайнера Airbus A330-300, у  авіакомпанії Air Madrid, що припинила існування.
15 вересня 2008 року було оголошено про придбання компанією Lufthansa 45 % акцій Brussels Airlines, з опціоном на придбання решти 55 % до 2011. В угоді, зокрема, було обумовлено те, що Brussels Airlines має приєднатися до альянсу авіаперевізників Star Alliance, що і сталося 9 грудня 2009 року.

## Компанія

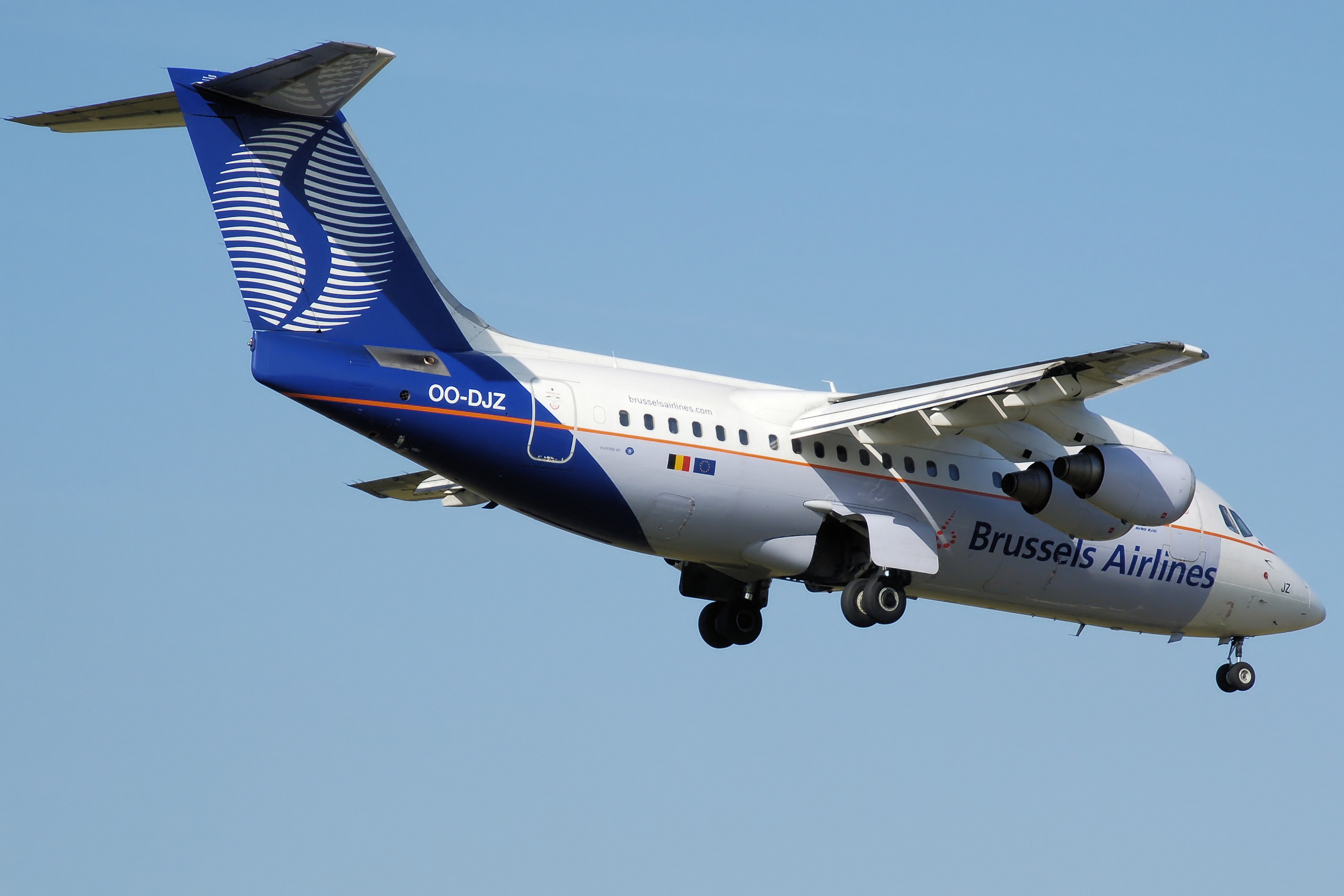
Avro RJ85 в кольорах SN Brussels Airlines приземляється в Міжнародному аеропорту Бірмінгема, Велика Британія. (2007 рік)

Brussels Airlines — це операційна назва компанії Delta Air Transport S. A./N. V.. З 26 жовтня 2008 року, код ІКАО для компанії — BEL, що замінив колишній DAT.

## Флот
Станом на грудень 2016 року флот Brussels Airlines складається з таких літаків:
| Літак           | У флоті | Замовлено | Пасажири | Пасажири | Пасажири | Примітки                                                                                              |
| Літак           | У флоті | Замовлено | J        | Y        | Всього   | Примітки                                                                                              |
| --------------- | ------- | --------- | -------- | -------- | -------- | --- |
| Airbus A319-100 | 21      | 2         | —        | 141      | 141      | Один в лівреї Star Alliance.                                                                          |
| Airbus A320-200 | 9       | 1         | —        | 168      | 168      | По одному в лівреях RedDevils, Tintin та Magritte. Конфігурація салонів буде приведена до 180 крісел. |
| Airbus A320-200 | 9       | 1         | —        | 180      | 180      | По одному в лівреях RedDevils, Tintin та Magritte. Конфігурація салонів буде приведена до 180 крісел. |
| Airbus A330-200 | 3       | 1         | 22       | 254      | 276      | |
| Airbus A330-300 | 6       | —         | 30       | 258      | 288      | |
| Avro RJ100      | 8       | —         | —        | 97       | 97       | Будуть списані у 2017 році                                                                            |
| Boeing 737—300  | 1       | —         | —        | 126      | 126      | На зберіганні                                                                                         |
| Всього          | 48      | 4         |          |          |          | |